# Blood and Bone
Blood and Bone (Brasil: Lutador de Rua / Portugal: Promessa Sangrenta) é um filme de artes marciais estadunidense dirigido por Ben Ramsey.